# Martin Schneider (Basketballspieler)
Martin Schneider ist ein ehemaliger deutscher Basketballspieler.

## Laufbahn
1992 gelang ihm aus der Jugend des MTV 1846 Gießen kommend der Sprung in die Bundesliga-Mannschaft der Mittelhessen. In seiner einzigen Bundesliga-Saison (1992/93) wurde Schneider in drei Spielen eingesetzt, in denen er eine Gesamtzahl von zwei Punkten erzielte.